# Wilhelmplatz (Kiel)
Der Wilhelmplatz (bis 1896 Neuer Marktplatz, danach zwischenzeitlich auch Platz der Republik) ist ein zentraler Platz in Kiel. Er ist der zweite große Stadtplatz Kiels.

## Lage
Der Wilhelmplatz wird von den Straßen Eckernförder Straße, Stephan-Heinzel-Straße, dem Kronshagener Weg und der Straße Wilhelmplatz umgrenzt.

## Geschichtliche Entwicklung und Nutzung

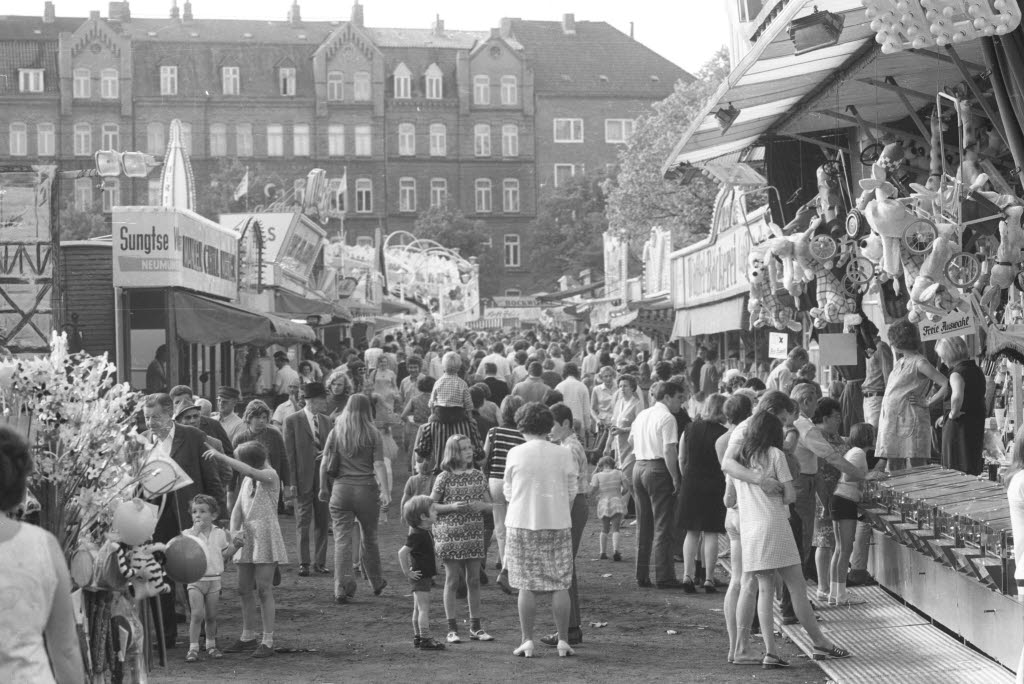
Sommermarkt auf dem Wilhelmplatz, Juli 1971

Der Wilhelmplatz wurde 1893 als Markt- und Paradeplatz der Kieler Garnison auf dem seinerzeitigen Gartengelände angelegt. 1896 wurde der einst „Neuer Marktplatz“ heißende Platz nach Kaiser Wilhelm I. in Wilhelmplatz umbenannt. 1918 wurde der Reichstagsabgeordnete Gustav Noske auf dem Wilhelmplatz während des Kieler Matrosenaufstandes zum Vorsitzenden des Arbeiter- und Soldatenrates gewählt. Infolgedessen beschloss 1927 der Magistrat der Stadt Kiel, den Wilhelmplatz in Platz der Republik umzubenennen. Mit der Machtübernahme der Nationalsozialisten wurde der Platz dann wiederum erneut auf Wilhelmplatz umgetauft.
Der Wilhelmplatz war Aufmarschgelände für die preußische Staatsmacht und Kundgebungsort während der Novemberrevolution. Ferner wurde der Wilhelmplatz bis zur Einweihung des Nordmarksportfeldes bis zum Jahr 1907 auch als Fußballplatz genutzt. Im Jahr 1933 wurden auf diesem Platz in Kiel auch Bücherverbrennungen durch die Nationalsozialisten durchgeführt. Seit 1903  und dann wieder nach 1945 finden hier – bis heute – Jahrmärkte und Zirkusveranstaltungen statt.
Im Süden des Wilhelmplatzes steht das Stephan-Heinzel-Haus, ein denkmalgeschütztes Gebäude aus dem Jahre 1929. Der Verwaltungsbau im Stil des Neuen Bauens entstand als Arbeitsamt nach Plänen von Willy Hahn und Rudolf Schroeder. Bei seiner Eröffnung galt er ob der zweckmäßigen Anordnung der Räumlichkeiten als modernstes Arbeitsamt seiner Zeit.
Der Wilhelmplatz dient im 21. Jahrhundert als Fläche für verschiedene Veranstaltungen wie Jahrmärkte, Theatervorführungen, Zirkusveranstaltungen oder Tannenbaumverkäufe in der Vorweihnachtszeit. In der übrigen Zeit wird er als Parkplatz genutzt.